# Eitan Ben Elijahu

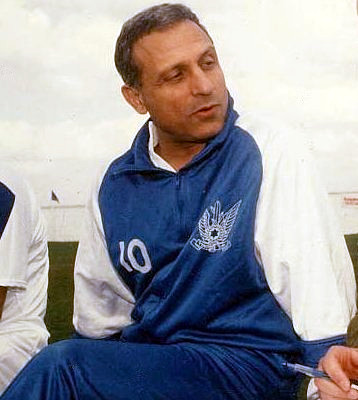
Eitan Ben Elijahu, Februar 2005

Eitan Ben Elijahu (* 1944 in Jerusalem, hebräisch איתן בן-אליהו) ist ein ehemaliger Generalmajor (Aluf) der Israelischen Streitkräfte und war von 1996 bis 2000 Befehlshaber der Israelischen Luftstreitkräfte (IAF).

## Leben
Elijahus Vater wurde in Chorramschahr im Iran geboren und emigrierte 1922 in das Britische Mandatsgebiet Palästina, wo Eitan Elijahu 1944 geboren wurde. Er studierte an der Bar-Ilan-Universität und erreichte einen Bachelor of Arts in Wirtschaftswissenschaft und Betriebswirtschaft. Er erwarb des Weiteren einen Master in Strategie und Internationale Beziehungen an der Universität Tel Aviv und schloss das Advanced Management Program der Universität Harvard ab.
Während des Jom-Kippur-Krieges 1973 schoss Elijahu zwei ägyptische Kampfflieger ab und führte ein Geschwader von F-4-Phantom-II-Jägern; 1981 flog er Begleitjäger während der Operation Opera, die zur Zerstörung des irakischen Kernreaktors Osirak führte. Elahiju fungierte als Kommandant eines F-15-Geschwaders, als Befehlshaber einer Militärbasis, als Leiter der Operational Requirements Division, und wurde 1987 zum Einsatzchef der IAF ernannt. Am 1. Juli 1996 wurde er dort schließlich zum Kommandanten befördert. Im Laufe seiner Amtszeit konzentrierte sich Elijahu auf die Ausdehnung der Operationsbereiche für die IAF, speziell in Hinblick auf den Iran. In diesem Sinne orderte Elijahu 25 F-15I-Jäger, welche eine höhere Reichweite als die von Israel vorher erworbenen F-15-Jäger haben. Elahiju trat am 4. April 2000 von seinem Amt als Kommandant der IAF ab.
Seit er aus dem aktiven Dienst schied, gründete Elijahu die Sentry Technology Group und fungierte dort auch als Vorstandsvorsitzender, zudem war er von 2000 bis 2002 Präsident der East West Ventures Ltd. Er ist Vorsitzender des Israelischen Wirtschaftsentwicklungsfond der Koret Foundation sowie Co-Vorsitzender des Israelischen Nationalen Museum für Wissenschaft, Technologie und Raumfahrt. Darüber hinaus ist Elahiju im Vorstand der Hebräischen Universität Jerusalem, der Bewegung Zionismus 2000, dem Israelischen Demokratieinstitut und dem Rabin-Forschungszentrum.